# Clovia natalensis
Clovia natalensis är en insektsart som beskrevs av Victor Lallemand 1928. Clovia natalensis ingår i släktet Clovia och familjen spottstritar. Inga underarter finns listade i Catalogue of Life.